# Jan & Dean
Jan & Dean bylo americké rockové duo. Jeho členy byli William Jan Berry (1941–2004), syn norské matky a amerického otce, který byl projektovým manažerem letounu známého jako Spruce Goose. Druhým členem byl Dean Omrsby Torrence (* 1940). Dvojice se poprvé setkala během studií na střední škole. Vystupovat spolu začali v roce 1958 a své první album nazvané The Jan & Dean Sound vydali o dva roky později. V následujících letech vydali řadu dalších alb. Činnost dua byla ukončena Berryho smrtí v roce 2004.